# Парнал Пафин
Парнал Пафин (енгл. Parnall Puffin) је британски морнарички ловац-извиђач. Авион је први пут полетео 1920. године. 

Највећа брзина авиона при хоризонталном лету је износила 177 km/h.
Распон крила авиона је био 12,1 метара, а дужина трупа 9,10 метара. Био је наоружан са предњим митраљезом Викерс калибра 7,7 mm и једним Луис 7,7 mm код стрелца позади.

## Наоружање
| Наоружање авиона: Парнал Пафин |       |
| Ватрено (стрељачко) наоружање  |       |
| Топ                            |       |
| Митраљез                       |       |
| Број и ознака митраљеза        | 1 + 1 |
| Калибар                        | 7,7   |
| Бомбардерско наоружање (бомбе) |       |
| Ракетно наоружање (ракете)     |       |